# VM i ishockey 1998
Verdensmesterskabet i ishockey 1998 var det 62. VM i ishockey, arrangeret af IIHF. Der var 40 deltagende hold ved mesterskabet, hvilket var et hold mere end den hidtidige deltagerrekord fra 1995, 1996 og 1997. 
I forhold til året før var A-gruppen blevet udvidet med fire hold fra 12 til 16 hold, og samtidig blev værtslandet garanteret en plads ved A-VM, ligesom Fjernøsten som noget nyt var blevet garanteret én fast plads i A-VM, som Japan besatte. Samtidig blev den direkte op- og nedrykning mellem A- og B-gruppen afskaffet, og i stedet blev op- og nedrykningen mellem de to grupper afgjort ved en særlig kvalifikationsturnering mellem A-VM's fem lavest placerede og B-VM's tre bedste hold.
VM blev afviklet i fire niveauer som A-, B-, C- og D-VM. De 16 bedste hold spillede som nævnt om A-VM, mens både B-, C- og D-VM havde deltagelse af otte hold.
A-VM i Zürich og Basel, Schweiz i perioden 1. – 17. maj 1998.
B-VM i Ljubljana og Jesenice, Slovenien i perioden 15. – 26. april 1998.
C-VM i Budapest, Székesfehérvár og Dunaújváros, Ungarn i perioden 22. – 28. marts 1998.
D-VM i Krugersdorp og Pretoria, Sydafrika i perioden 27. marts – 2. april 1998.
Mesterskabet blev for syvende gang vundet af Sverige, der gik ubesejret gennem turneringen, og som i de to finaler mod Finland vandt den første med 1-0 og spillede den anden uafgjort 0-0. Bronzemedaljerne gik for andet år i træk til de nykårede olympiske mestre fra Tjekkiet, som i bronzekampen besejrede værtslandet Schweiz med 4-0. Dermed opnåede schweizerne sit bedste VM-resultat siden 1992, hvor de også besatte fjerdepladsen, og præstationen var noget overraskende i betragtning af at Schweiz året før kun var blevet nr. 3 ved B-VM og kun kvalificerede sig til A-VM som værtsland. De tidligere sovjetrepublikker Hviderusland og Kasakhstan deltog for første gang i A-VM og endte på henholdsvis 8.- og 15.-pladsen.
| A-VM 1998 | A-VM 1998    |
| --------- | ------------ |
| Guld      | Sverige      |
| Sølv      | Finland      |
| Bronze    | Tjekkiet     |
| 4.        | Schweiz      |
| 5.        | Rusland      |
| 6.        | Canada       |
| 7.        | Slovakiet    |
| 8.        | Hviderusland |
| 9.        | Letland      |
| 10.       | Italien      |
| 11.       | Tyskland     |
| 12.       | USA          |
| 13.       | Frankrig     |
| 14.       | Østrig       |
| 15.       | Kasakhstan   |
| 16.       | Japan        |

| B-VM 1998 | B-VM 1998      |
| --------- | -------------- |
| 17.       | Ukraine        |
| 18.       | Slovenien      |
| 19.       | Estland        |
| 20.       | Danmark        |
| 21.       | Norge          |
| 22.       | Storbritannien |
| 23.       | Polen          |
| 24.       | Holland        |

| C-VM 1998 | C-VM 1998   |
| --------- | ----------- |
| 25.       | Ungarn      |
| 26.       | Rumænien    |
| 27.       | Litauen     |
| 28.       | Kina        |
| 29.       | Kroatien    |
| 30.       | Jugoslavien |
| 31.       | Sydkorea    |
| 32.       | Spanien     |

| D-VM 1998 | D-VM 1998   |
| --------- | ----------- |
| 33.       | Bulgarien   |
| 34.       | Australien  |
| 35.       | Israel      |
| 36.       | Belgien     |
| 37.       | Sydafrika   |
| 38.       | New Zealand |
| 39.       | Tyrkiet     |
| 40.       | Grækenland  |

| Sport | Spire Denne artikel om sport er en spire som bør udbygges. Du er velkommen til at hjælpe Wikipedia ved at udvide den. |